# Palazzo dei Muriccioli
Palazzo dei Muriccioli, detto anche Medici Tornaquinci o Concini, è un edificio storico del centro di Firenze, situato in via de' Pandolfini 16 angolo via delle Seggiole 4A.
Il palazzo appare nell'elenco redatto nel 1901 dalla Direzione Generale delle Antichità e Belle Arti, quale edificio monumentale da considerare patrimonio artistico nazionale.

## Storia
Il palazzo fu eretto presumibilmente nella seconda metà del Quattrocento su antiche case dei Bastai Rittafé, in angolo tra via de' Pandolfini e via delle Seggiole (canto de' Bastai), quindi ampliato nel Cinquecento quando fu residenza di Bartolomeo Concini, primo segretario e confidente di Cosimo I. Secondo le ricerche condotte da Marcello Jacorossi questi sarebbero stati più in dettaglio i vari passaggi di proprietà: "Verso la metà del XV secolo passò ai Gerini che edificarono il palazzo. Maria Maddalena di Girolamo Capponi, vedova di Francesco de' Medici, lo comprò nel 1562 e Girolamo d'Ottavio Gerini lo rivendé nel 1566 a Giovan Battista di Bartolomeo Concini, fratello del maresciallo d'Ancre. Nel 1631, alla morte di Enrico di Concino Concini, ultimo della famiglia, andò tra le sei figlie del senatore Bartolomeo Gerini. Dopo contestazioni e accomodamenti tra queste diverse eredi, fu assegnato nel 1732 al marchese Francesco e al cavalier Luca Casimiro dei Medici Tornaquinci". Da precisare come il passaggio ai Gerini dovrebbe datarsi a dopo il 1472, quando Giovanni Bastari risulterebbe ancora proprietario di "un casolare sul canto de' Bastari". 
È noto un progetto di riduzione redatto negli anni cinquanta dell'Ottocento dall'architetto Felice Francolini con la collaborazione dell'ingegnere Michelangelo Maiorfi (numerosi disegni sono al proposito conservati nell'archivio disegni del Comune di Firenze), finalizzato ad ampliare via delle Seggiole e a regolarizzare tutto il prospetto su questa strada; progetto che, se attuato, avrebbe comportato il taglio dell'edificio portando gli attuali cinque assi che guardano a via de' Pandolfini a tre. 
Documentato come eseguito è invece un intervento di restauro condotto nel 1913 e al quale riferisce una breve nota nelle pagine di "Arte e Storia" di quell'anno. A queste note è da aggiungere che qui visse, tra il 1821 e il 1826, lo scrittore e poeta inglese Walter Savage Landor, prima dell'acquisto di villa Gherardesca sotto Fiesole.

## Descrizione

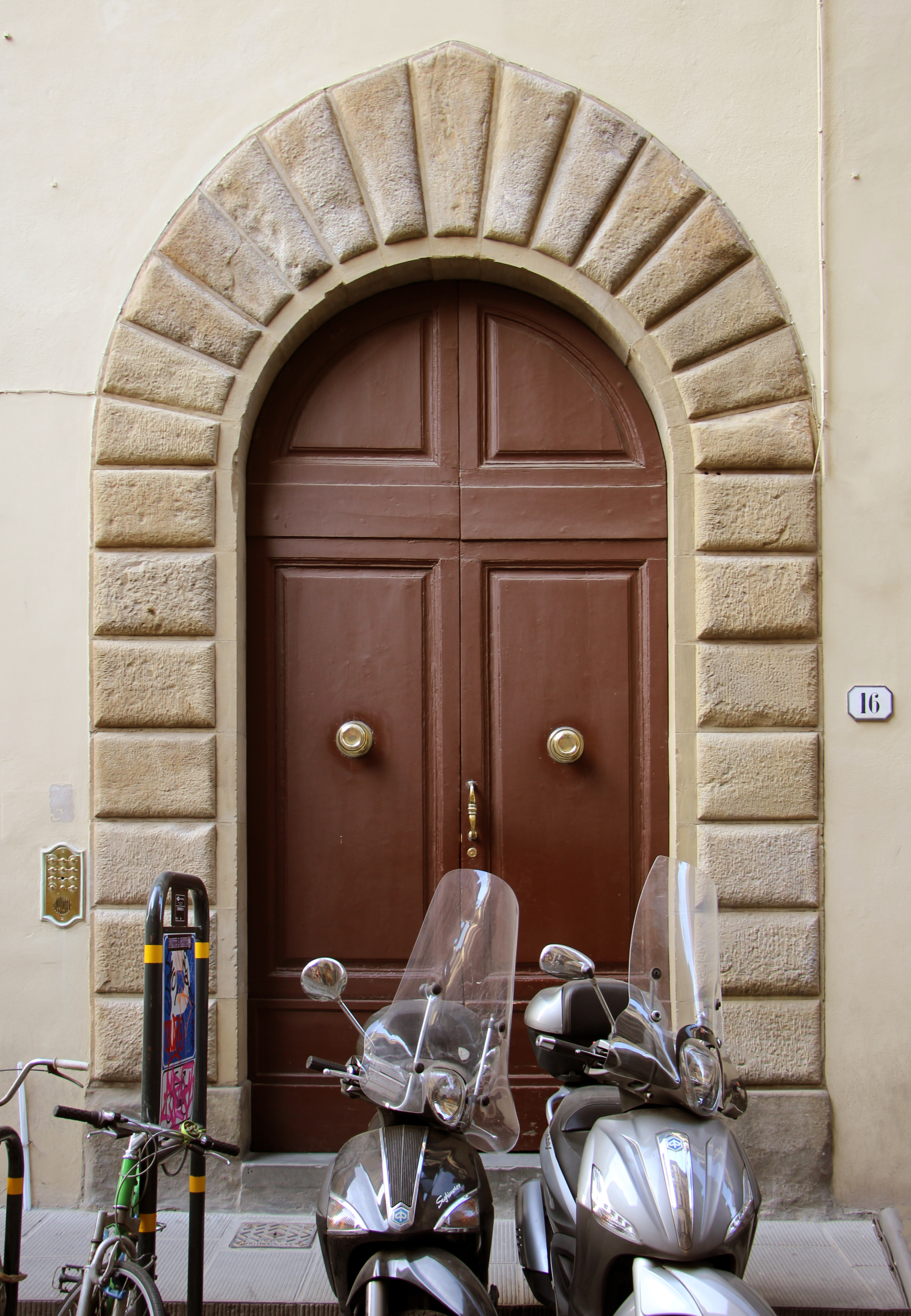
Portale su via Pandolfini

Nell'insieme il disegno della facciata rimanda comunque a modi propri dell'architettura della seconda metà del Quattrocento, con la cantonata a bozze rustiche e le finestre incorniciate da bozze rilevate. A meglio caratterizzare il palazzo era inoltre la presenza di un "muricciolo a guisa di panca", "che fu tolto anni fa con danno all'armonia generale della fabbrica" (Palazzi 1972). Da questa presenza la tradizionale denominazione del palazzo come dei Muriccioli.